# 凱斯琳·麥克凱恩·戈弗瑞

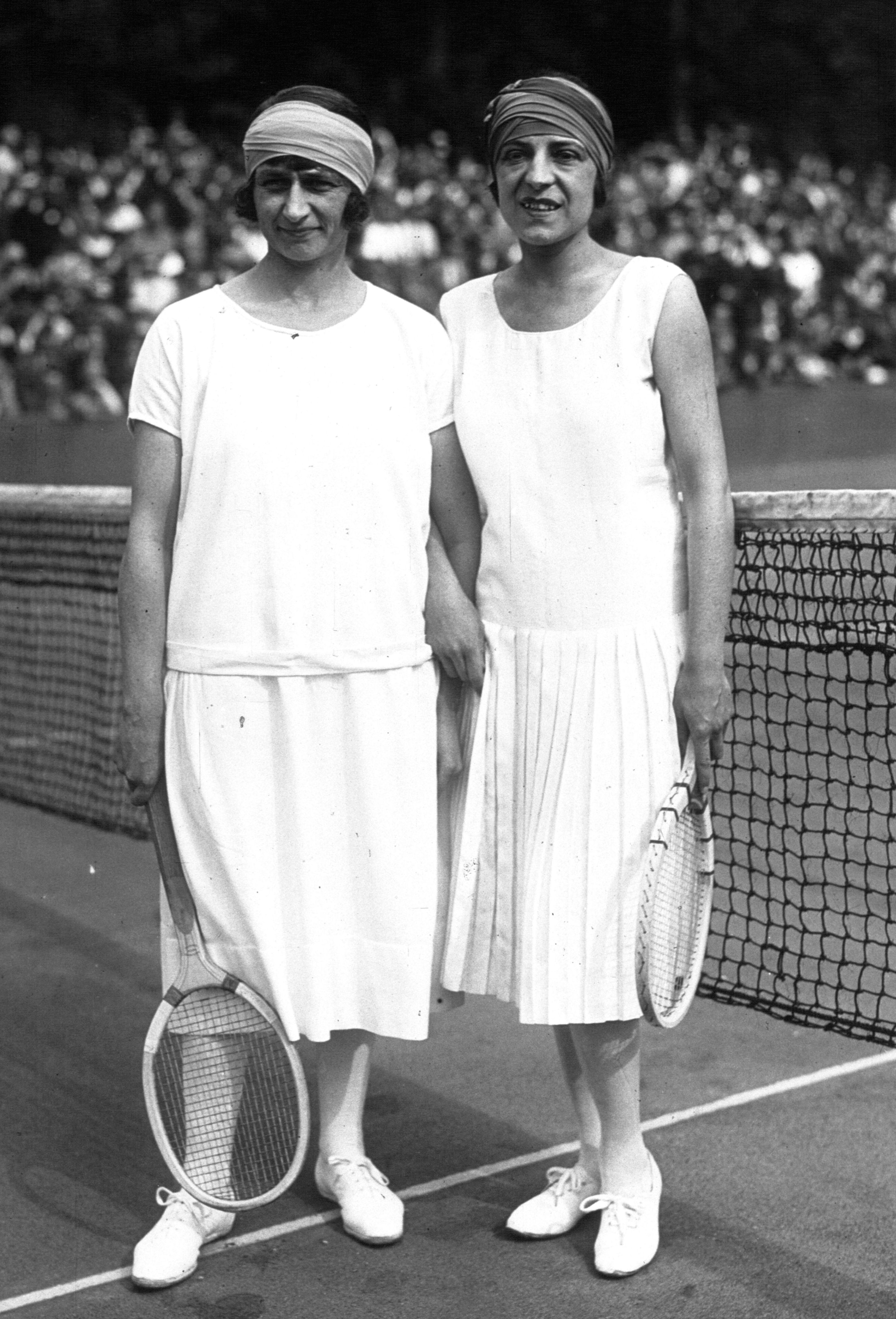
凱斯琳·麥克凱恩·戈弗瑞（左）與蘇珊·蘭格倫，1925年法國網球錦標賽

凱斯琳·「吉蒂」·麥克凱恩·戈弗瑞（英語：Kathleen "Kitty" McKane Godfree，娘家姓，1896年5月7日—1992年6月19日），是英國女子網球和羽球運動員，也是最耀眼的英國女子奧林匹克運動員之一，與凱薩琳·格蘭傑並列。
她在1920年安特衛普奧運會和1924年巴黎奧運會上，贏得了五枚奧運會獎牌。這是有史以來網球運動員贏得的最多奧運獎牌，直到維納斯·威廉姆斯在2016年奧運會上才能與這一紀錄相提並論。
在網球大滿貫賽事方面，她在溫布頓網球公開賽拿過2次女子單打冠軍及2次混合雙打冠軍，在美國網球公開賽拿過2次女子雙打冠軍及1次混合雙打冠軍。
在羽球賽事方面，吉蒂·麥克凱恩自1920年至1925年共贏得8次全英羽球公開錦標賽冠軍，包括4次女子單打冠軍、2次女子雙打冠軍及2次混合雙打冠軍。該賽事直到1977年為止，被公認為非官方的世界羽毛球錦標賽。